# 月江寺
月江寺（げっこうじ）は、山梨県富士吉田市下吉田に所在する寺院。臨済宗妙心寺派の寺院で、山号は水上山。本尊は地蔵菩薩。

## 沿革
所在する富士吉田市下吉田は山梨県南部に位置し、市域を流れる宮川の北西岸に立地する。富士吉田市域では時宗寺院の西念寺と並び、御朱印地を有した有力寺院。
『甲斐国志』によれば、かつては下宮浅間神社（現在の冨士山下宮小室浅間神社）の祈祷所であった天台宗寺院で、称光院と呼ばれており、後に廃絶したという。
甲斐国では中世に臨済宗向嶽寺派の本山である塩山向嶽寺（甲州市塩山）が開かれ各地に臨済宗を布教させていたが、開祖抜隊得勝の法嗣である絶学祖能は都留郡下和田（大月市）で花井寺を開いた後、上吉田において祥春庵を開き、富士道者から勧進して称光院を再興した。
称光院は臨済宗寺院として月江庵と改め、向嶽寺に属し富士北麓における拠点として富士道者に旅宿と神符を提供する御師的役割を果たした。なお、『甲斐国社記・寺記』では日本武尊以来の霊場であったとする伝承を伝えつつ、再興を室町時代の応永2年（1395年）であるとしており、富士北麓の年代記である『勝山記』では、戦国期の享禄2年（1529年）に月江寺住職が向嶽寺の輪番を務めた記録を記している。
寺領の寄進や安堵の書状は残されていないものの、天正19年（1591年）には加藤光吉から下吉田に2石を寄進した加藤氏判物状の写があり、『国志』によれば小林尾張守の孫某から田8石余を寄進され、慶安2年（1649年）には将軍家光から寺領16石を安堵する朱印状を得たという。
江戸時代には下吉田の現在地へ移転する。寛永年間には江戸の海禅寺から禅心聖悦が入寺し、臨済宗妙心寺派に転派した。祥春院や正覚寺など市域をはじめ各地に20か寺の末寺と10数軒の門前町を形成し富士北麓最大規模の寺院となった。
享保11年（1726年）、文化年間、天保8年（1836年）など数次の火災により伽藍を焼失している。江戸後期には伽藍が再建され、この際に造られた多くの仏像を有している。
江戸中期には国学において廃仏論が主張され、月江寺では宝永3年（1706年）や正徳年間に鎮守社としていた下宮浅間神社（現在の冨士山下宮小室浅間神社）との鎮守争論が発生し、江戸後期には収束するものの、明治初期に再燃し月江寺僧の退去、仏碑や石仏が取り払われた。
別当となっていた北口本宮冨士浅間神社に於いても、所持していた仁王門と仁王像が破却される、鐘楼の鐘が鋳つぶされるなど、県内では類例の少ない廃仏毀釈の事例となっている。

現在、境内は月江寺公園として整備されており、月江寺住職山田秀峰により昭和32年（1957年）学校法人月江寺学園が設立され、月江寺幼稚園・富士学苑中学校・高等学校の敷地になっている。

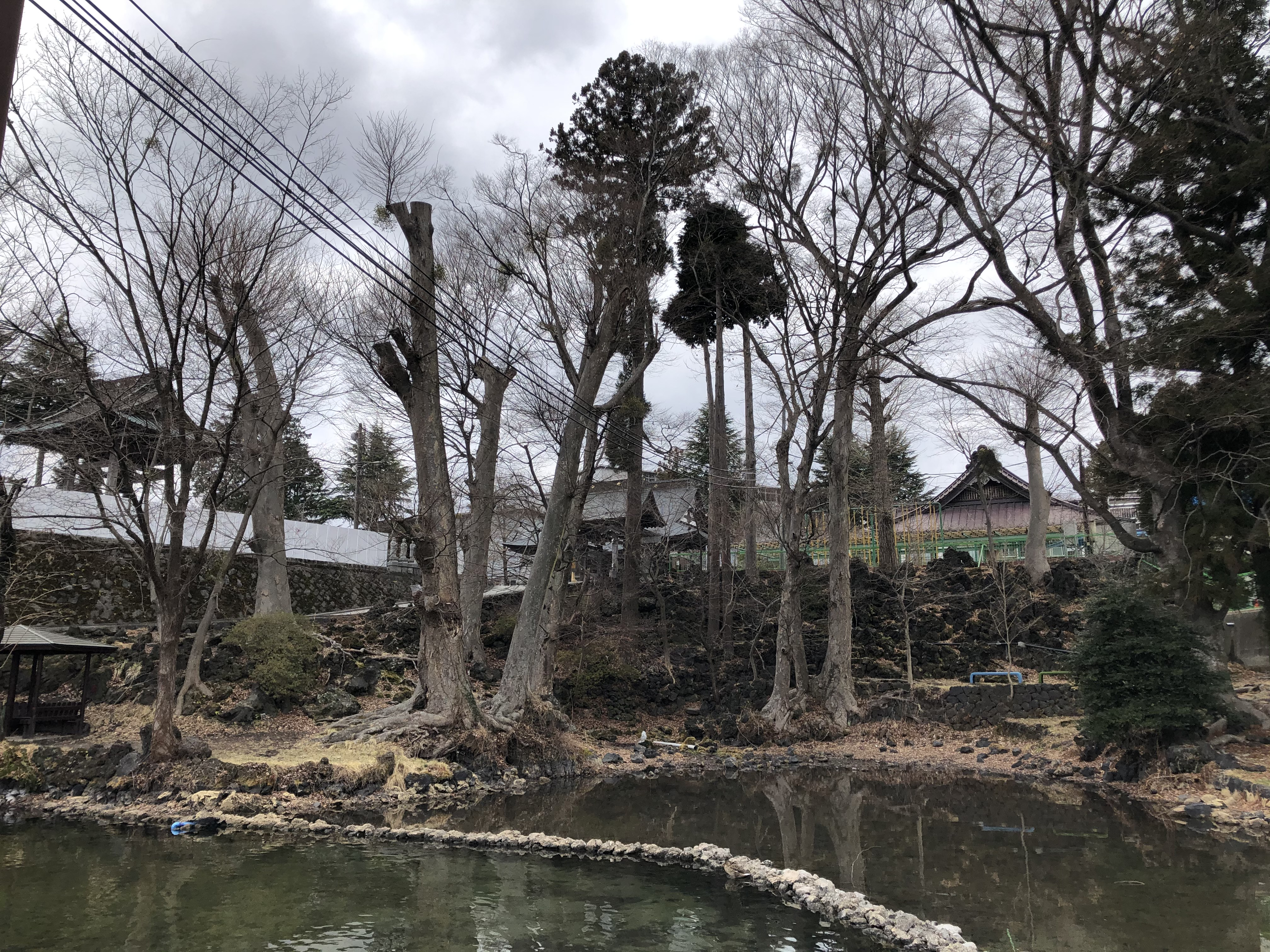
月江寺公園。水上山の号の元となった池と、露出している剣丸尾溶岩。かつては、冨士山下宮小室浅間神社まで宮の森としてつながっていた。
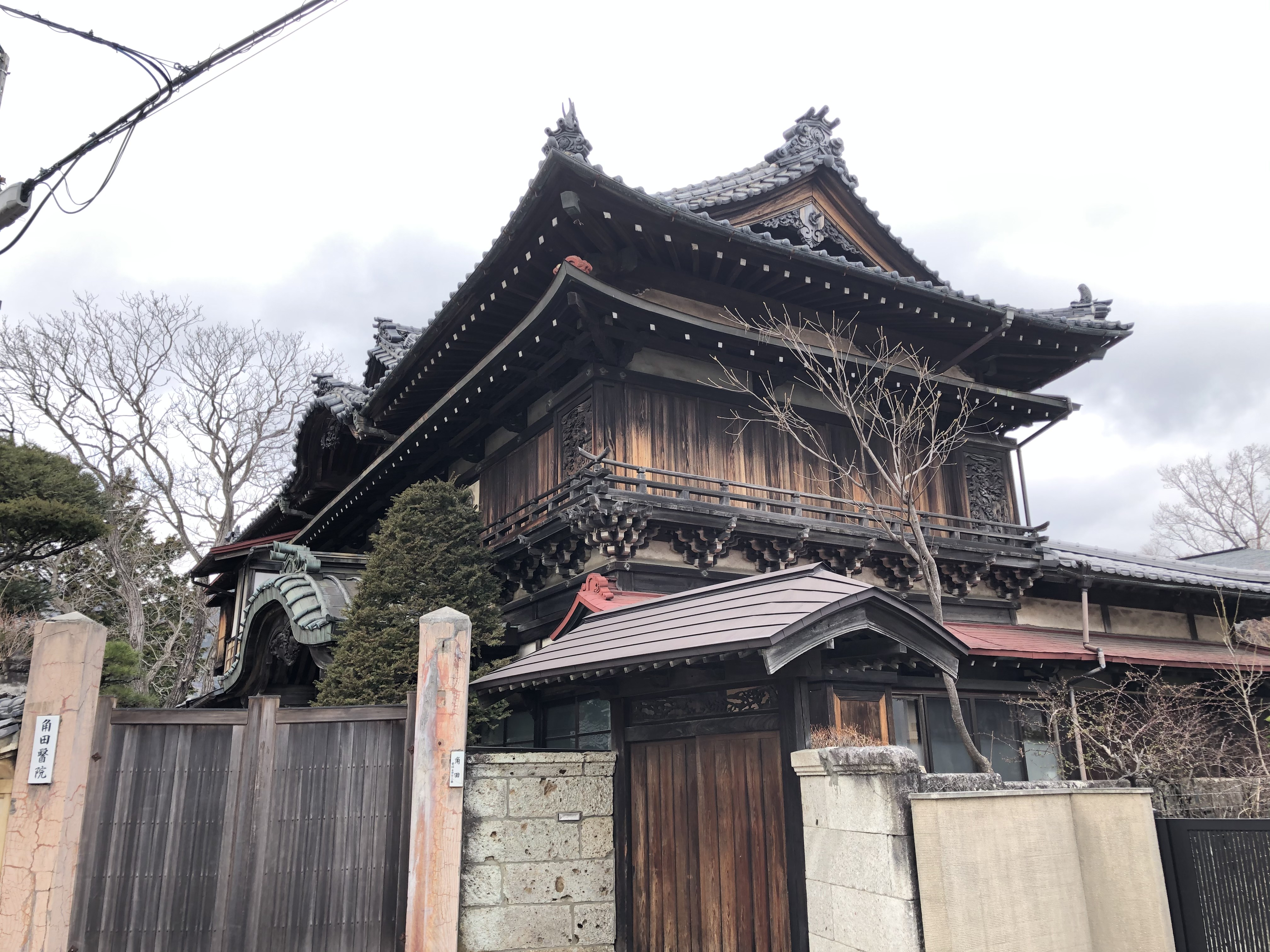
月江寺大門橋の脇に立つ旧角田医院は、昭和３年（1928年）高級料亭として作られた。宮内省出入りの職人、泉太郎による建築。月江寺門前町から発展した西裏の隆盛を今に残す建物。
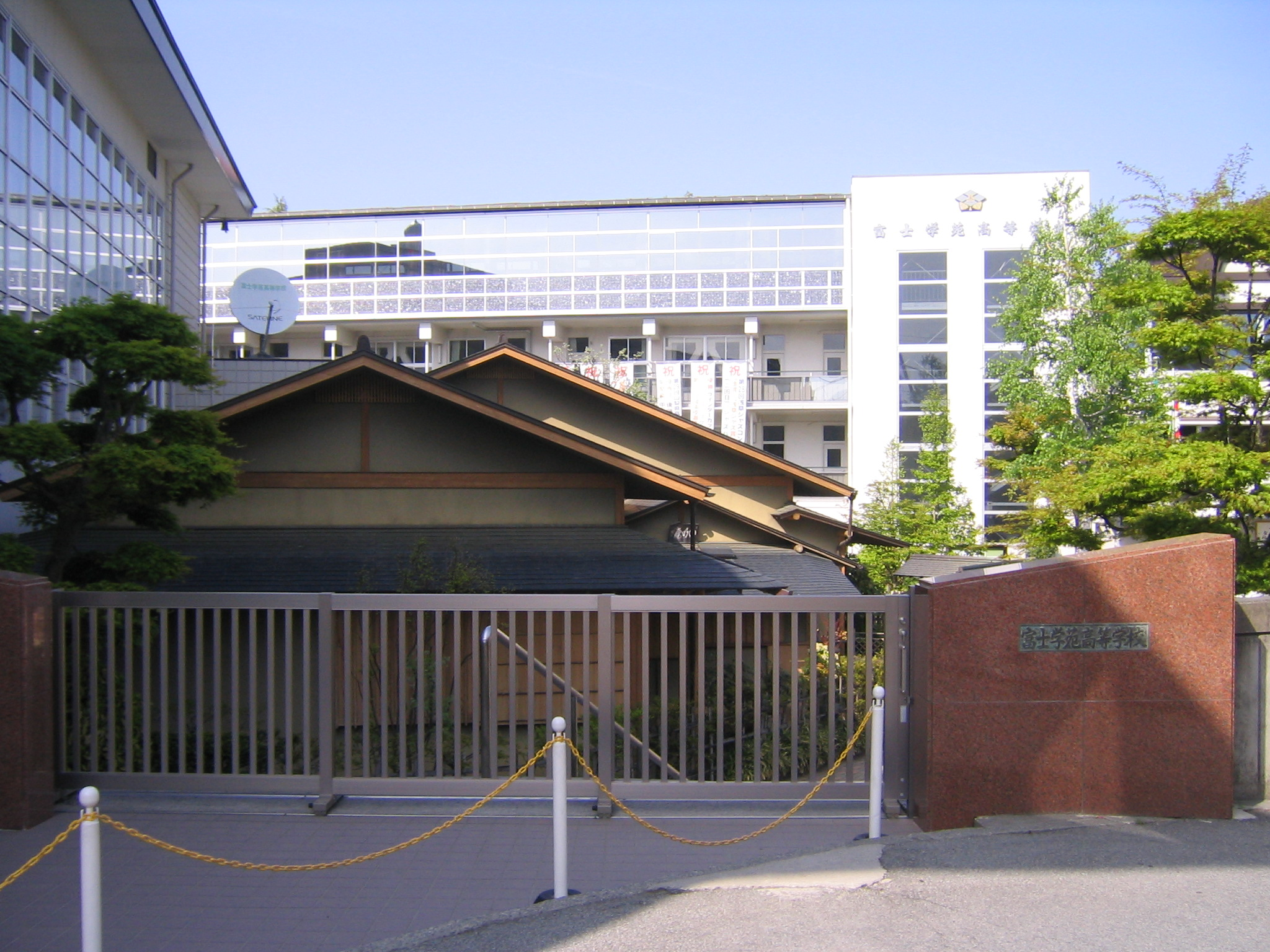
富士学苑高等学校。現在境内の大半は学校法人月江寺学園の敷地として使われている。

## 月江寺と富士信仰
富士山の登拝口として発展した冨士吉田に所在する月江寺は富士信仰との関わりが強く、戦国時代には古吉田森組の地（現富士吉田市下吉田東町）に湧き水が湧いていたことから禊場が作られ、関所と合わせて富士山参詣者の一番札所を置き、吉田口登拝の起点となっていた。
江戸時代には富士講の隆昌と共に一番札所は徐々に衰退したが、新たに登山門が設置され吉田口登拝の起点となった北口本宮境内に、仁王門・鐘楼等を所持するなど富士北麓の有力神社の別当寺となっており、鎮守社としていた冨士山下宮浅間（現在の冨士山下宮小室浅間神社）の祭礼では月江寺僧による諷経が行われ、境内に月江寺僧による祈願所が置かれた。

一番札所を始め、富士山吉田口登山道の要所に札所を構え神符を頒布するなど、吉田口の富士信仰に大きな利権を有していた。

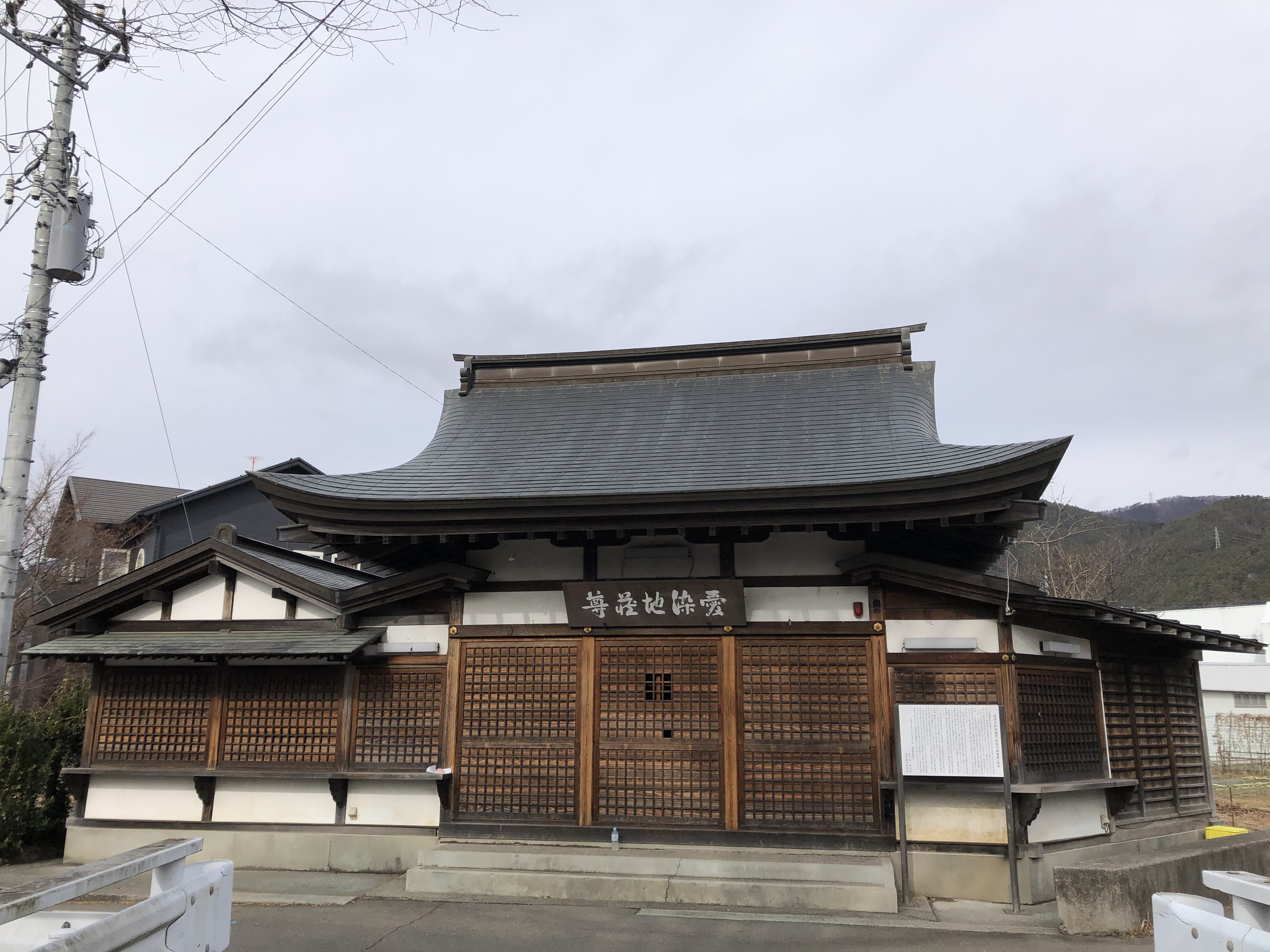
月江寺の飛び地「愛染地蔵堂」かつて富士参詣者はこのお堂の前の湧き水で身を清めており、戦国末期には関所が置かれ通行料を徴収していた。
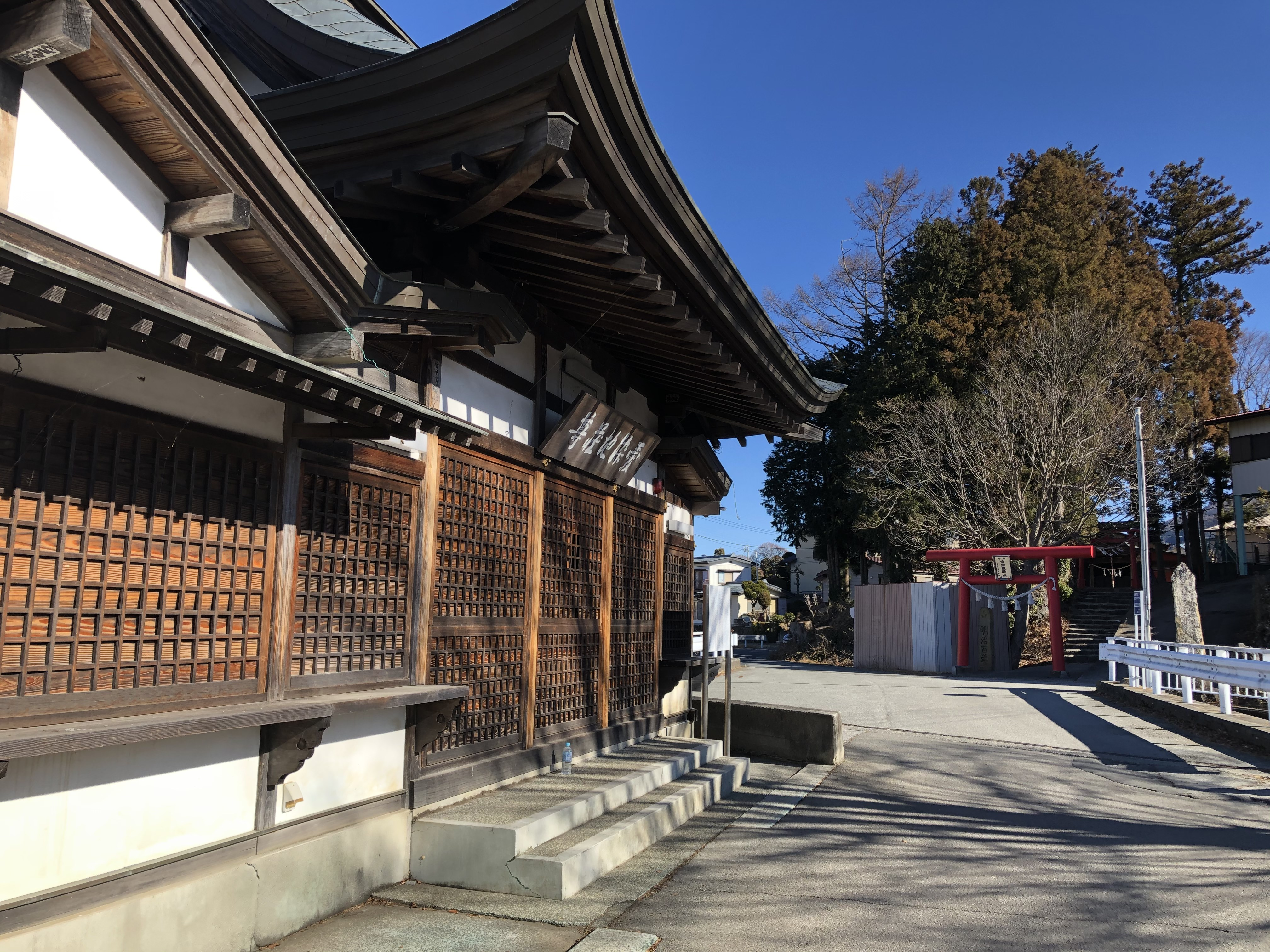
月江寺の愛染地蔵堂と、冨士山下宮小室浅間神社の金刀比羅社。隣接しており、両社寺の関係性がうかがわれる。
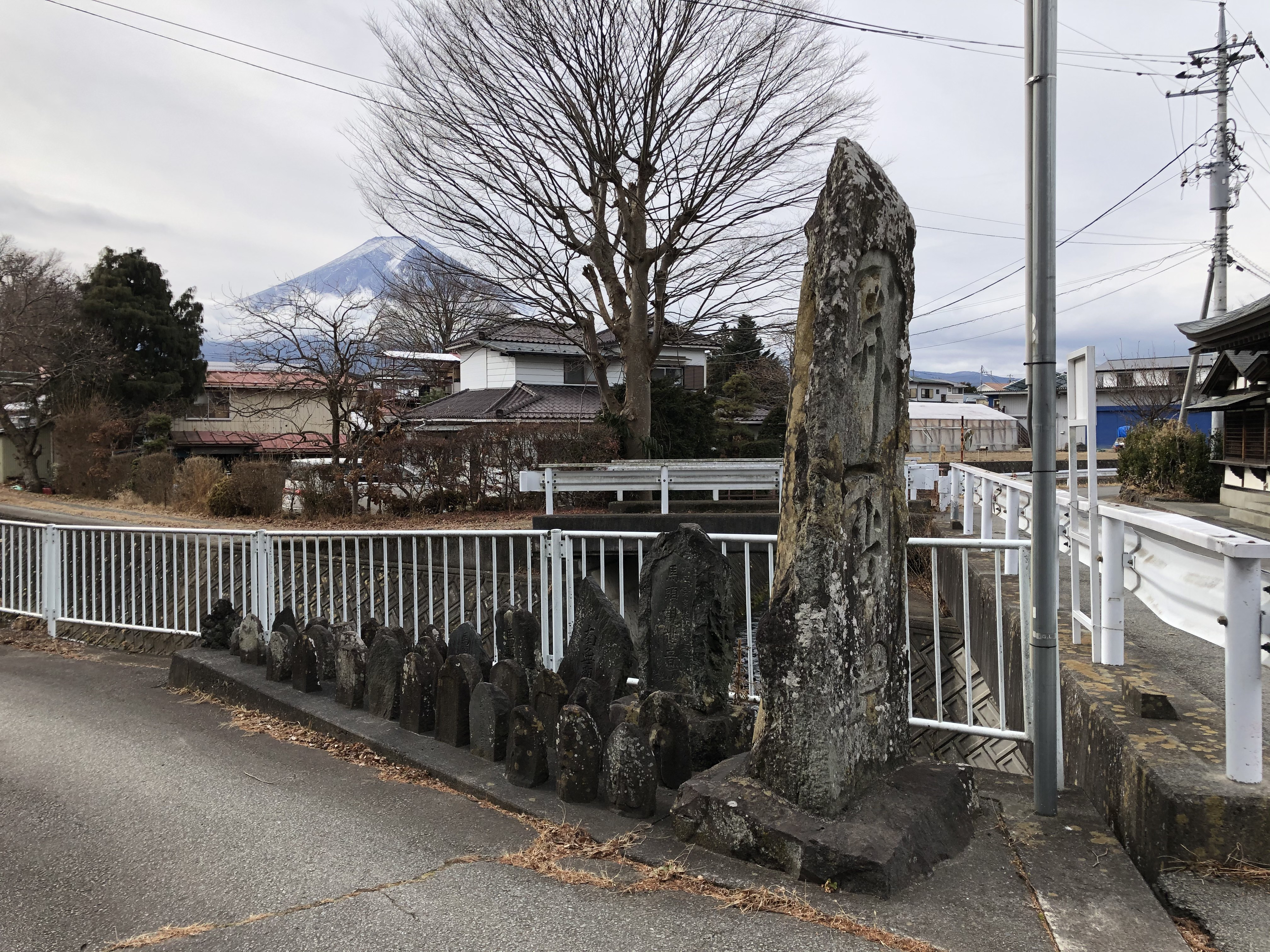
富士山最初の関所を示す「関一歩」の石碑と様々な石碑群。

## 什宝
月江寺には多くの什宝が伝来している。開祖の絶学祖能ほか法燈国師、三光国師、大円禅師（抜隊得勝）、峻翁令山ら5幅の祖師画像を伝えている。
近世期では谷村藩主秋元氏が寄進した絵画が多く残されている。